# Panzerkampfwagen I
Panzerkampfwagen I (kort: Pz.Kpfw. I), vardagligt Panzer I (kort: Pz.I), var en lätt stridsvagn som för första gången tillverkades av Tyskland under 1930-talet. Stridsvagnen var i första hand ämnad som en övningsstridsvagn, men kom att användas i strid i stor utsträckning i spanska inbördeskriget och tidigt i andra världskriget.

## Utveckling
Panzer I:s historia började 1933 då tyska krigsdepartementet gav order om att en 5 000 kg tung stridsvagn skulle byggas. Efter försök valde departementet Krupps design för fortsatt utveckling. Krupp byggde chassit och Daimler-Benz svarade för överbyggnaden.  Under den tidiga utvecklingsperioden användes namnet Landwirtschaftlicher Schlepper, eller L-S, vilket betydde en jordbrukstraktor. Det var ett kodnamn för att undanhålla omvärlden informationen om att man i Tyskland höll på att utveckla stridsvagnar vilket var förbjudet enligt Versaillesfreden. Den första omgången på 150 vagnar beställdes från Henschel och produktion startade i juli 1934. Senare blev även Wegmann inblandat i tillverkningen och 1935 nåddes maxproduktion på 800 vagnar.

## Varianter
Panzer I hade många namn och benämningar och de mest officiellt kända var Panzerkampfwagen I, eller PzKw I. Den hade även de officiella fordonsbenämningarna Sonderkraftfahrzeug 101, eller SdKfz 101. 
- Ausf A (1934–1935) – Första omgången på 150 vagnar, befanns vara för motorsvag.
- Ausf B (1935–1941) – Kraftigare motor, vilket medförde att chassit måste förlängas och ett extra hjul behövdes. Omkring 1 400 (osäker uppgift) byggdes.
- Kleiner Panzerbefehlwagen, SdKfz 265 (1941–1944?) – Konvertering för att fungera som befälsvagn.
- Munitionsschlepper auf PzPpfw I, SdKfz 111 (1941–1945?) – Konvertering för att transportera ammunition och annan värdefull last.
- Panzerjäger I (1941–1945?) – Konvertering till pansarvärnskanonvagn.
- Infanterikanonvagn (1941–1942) – Konvertering till infanterikanonvagn med en 15 cm infanterikanon, dock blev överbyggnaden för tung och mindre än 40 konverteringar gjordes.

## Egenskaper
Panzer I hade mycket klen beväpning bestående av två 7,92 mm kulsprutor. Det stod ganska snart klart att detta var alldeles för lite för frontlinjen.
Panzer I hade inte heller speciellt mycket att komma med när det gällde pansar. Det var endast 7–13 mm tjockt. Två besättningsmän behövdes för Panzer I, skytt och förare.
Första versionen av Panzer I hade en Krupp M305 bensinmotor på 44kW (60hk). Den visade sig vara alldeles för klen och Ausf B fick en Maybach NL 38 TR på 75 kW (100hk) i stället. Den kunde driva den lilla vagnen i upp till 40 km/h på väg. 

## I strid
Panzer I var egentligen tänkt som ett träningsfordon, men den befann sig snart i operationell tjänst i spanska inbördeskriget. Vid invasionen av Polen 1939 fanns hela 1 445 stycken Panzer I i tjänst, men den klena beväpningen och det tunna pansaret gjorde att den snart försvann från frontlinjen; vid invasionen av Frankrike 1940 mönstrades endast 523 vagnar. År 1941 försvann Panzer I från fronten helt och hållet och de som fanns kvar konverterades för att användas för ändamål där de helst inte utsattes för direkt fientlig eld. Många Panzer I byggdes om till pansarvärnskanonvagn genom att bland annat frontpansaret förstärktes och en pansarvärnskanon monterades på chassit. De konverterade vagnarna fick beteckningen Panzerjäger I.

## Bevarade exemplar
Vid US Army Ordnance Museum finns såväl Ausf B som Ausf F (Infanterikanonvagn)
Vid Försvarsfordonsmuseet Arsenalen finns en Ausf A.